# 김해경원고등학교
김해경원고등학교(金海慶原高等學校)는 대한민국 경상남도 김해시 외동에 있는 공립 고등학교이다.

## 학교 연혁
- 1998년 3월 1일 : 김해경원고등학교 개교(7학급)
- 2013년 3월 1일 : 자율형공립고 운영(5년)
- 2018년 3월 1일 : 자율형공립고 재지정(5년)
- 2019년 3월 1일 : 고교학점제 선도학교 운영 (4년)
- 2019년 3월 1일 : 사회 교과중점학교 운영 (4년)
- 2019년 9월 1일 : 제10대 조진철 교장 취임
- 2020년 3월 1일 : 지능형 과학실 모델학교 운영 (3년)
- 2022년 3월 1일 : 교과교실제 선진형학교 운영
- 2022년 12월 15일 : 제23회 졸업식(누계 8,981명)
- 2023년 3월 2일 : 제26회 입학식(10학급 284명)

## 참고 자료
- 김해경원고등학교 - 한국교육학술정보원 학교알리미